# 王敦の乱
王敦の乱（おうとんのらん）は、322年から324年にかけて中国東晋で起こった内乱である。

## 経歴

### 反乱までの経緯
建興4年（316年）、西晋が匈奴の漢により滅ぼされると、西晋の皇族で安東将軍・都督揚州諸軍事すなわち江南軍方面司令官として鎮していた琅邪王司馬睿は建武元年（317年）に元帝として即位し、東晋を建国した。しかし、華北からの亡命政権である東晋は皇帝権力が非常に脆弱で、元帝は王導、そしてその従兄の王敦らの力を借りて権力基盤を整えようとした。当時、西晋滅亡の余波により湖南や湖北に逃れる難民が多く、杜曾という人物がそれらを糾合して反乱を起こし、湖南の零陵郡から武昌を席巻した。この反乱に王敦は陶侃や周訪らの力を借りて鎮定した。だがこのため、王敦の勢力が皇帝さえも無視し得ない隠然たるものになり、「王馬（王と司馬の両氏）天下を共治す」とまで言わしめるようになった。
元帝は皇帝権力を強化するため、劉隗・刁協らを側近として重用し、王氏の勢力を抑え込むために王敦、そして建国の功臣である王導をも遠ざけた。また、王敦の推薦した人物を退けて宗室諸王の1人である譙王司馬承を監湘州諸軍事・南中郎将・湘州刺史として湘州に配置するなど、王敦の専横に対抗する姿勢を見せた。

### 王敦の乱（第1次）
永昌元年（322年）正月、王敦は元帝の施策に激怒し、劉隗・刁協らを除く事を標榜して武昌から長江を下って南下し、建康防御の要衝である石頭城を攻撃した。これに対して元帝は王敦に勅使を送って暴挙を思いとどまらせようとしたが、王敦は拒絶し、さらに使者を抑留した。一方で、湘州刺史の譙王司馬承は王敦に協力を求められるがこれを拒絶し、州兵を挙げて王敦側の軍勢に対抗した。元帝は劉隗を金城（現在の江蘇省鎮江市句容市）に、周札を石頭城に送って守備を固め、さらに梁州刺史甘卓を鎮南大将軍とし、広州刺史陶侃を江州刺史に任命して王敦を牽制させた。これに対して王敦は劉隗の軍勢が精鋭であるのに対して周札の軍勢が弱兵であるのを見抜き、石頭城を攻撃するとすぐに周札は降参して城門を開いて王敦を迎え入れ、王敦はここを本陣にした。劉隗、刁協らは二手に分かれて石頭城を攻めたが大敗し、それを聞いた皇太子司馬紹は自ら出陣しようとしたが、配下の温嶠に留められた。元帝は劉隗、刁協らに都落ちを薦め、前者は後趙に落ち延びて要職を歴任したが、後者は老齢で騎乗に耐えられなくなり、逃亡の途上で王敦に殺された。こうして元帝は王敦に勅使を派遣して「直ちに兵をやめよ。朕は琅邪の地に帰さん」と告げる事態にまで追い詰められた。元帝の降伏を知った譙王司馬承の軍勢は王敦側の将である魏乂らに敗れ、荊州への護送中に王敦の指示で殺された。閏11月、元帝は失意の内に崩御し、第1次反乱は王敦の勝利に終わった。
この後、王敦はさらに戴淵・周顗ら元帝の側近も粛清して実権を掌握している。

### 王敦の乱（第2次）
元帝の崩御により、皇太子司馬紹が明帝として即位した。この明帝は勇決の人として高く評価されていたため王敦は彼の即位に反対して廃位しようとしたのだが、温嶠の抵抗で失敗し、このために再び明帝・王敦間が緊迫するようになる。また王敦の兄王含は非道で凶暴だったが、彼を筆頭にして王敦配下の諸将が粗暴な振る舞いを繰り返したため、周囲からの反発を買い、同族であった王導や王舒でさえ一族に禍が及ぶ事を危惧して離反するほどであった。
このような状況を見た明帝は、太寧2年（324年）6月に五胡の侵入を食い止めるために派遣していた祖約・蘇峻らの将軍を呼び戻して建康の防御を固めた上で、王敦討伐の勅命を発した。この第2次反乱の最中に王敦は重病に倒れて指揮が執れなくなり、兄の王含や武将の銭鳳らに軍を預けて建康を攻めさせたが、温嶠に阻まれ越城において大敗した。王敦は間もなく病死し、王含は逃走したが王舒に長江に沈められて殺され、反乱は平定された。

## その後
明帝は反乱鎮圧後、王敦一派を悉く抹殺した。また王敦の柩は暴かれ屍が斬られた。こうして東晋では一時的ながら明帝の下で皇帝権力が確立し、このまま権力が強化されるかに思われた。しかし、太寧3年（325年）に明帝は崩御し、これは実現せずに終わってしまった。
明帝の若死が結果的にその後の幼弱な皇帝を生み、その皇帝の下で有力な重臣や軍人が皇帝を傀儡にして実権を握るケースが繰り返される事になる。明帝没後からわずか2年後には蘇峻の乱が起きているが、これは明帝が若死して皇帝権力が確立しておらず幼帝のために起こった反乱であった。